# Gustave Trouvé

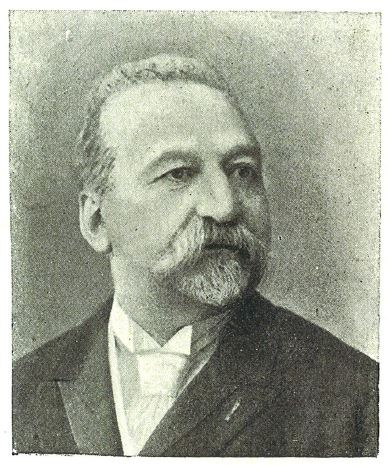
Gustave Trouvé

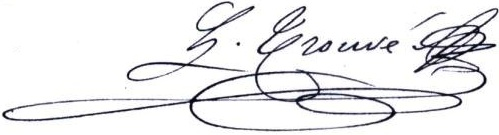
Gustave Trouvés Unterschrift

Gustave Trouvé (* 2. Januar 1839 in La Haye-Descartes; † 27. Juli 1902 in Paris) war ein französischer Erfinder, Elektroingenieur und Chemiker.

## Jugend
Gustave Trouvé wurde als Sohn des Viehhändlers Jacques Trouvé am 2. Januar 1839 in bescheidene Verhältnisse geboren. Er begann im Jahr 1850 eine Berufsausbildung als Schlosser am Chinon College, die er von 1854 bis 1855 an der École des Arts et Métiers in Angers fortsetzte. Aufgrund gesundheitlicher Probleme schloss er seine Ausbildung nicht ab und zog nach Paris, wo er Beschäftigung bei einem Uhrmacher fand.

## Paris
Ab 1865 betrieb Trouvé im Zentrum von Paris eine Werkstatt, wo er eine Reihe von elektrischen Geräten für unterschiedlichste Anwendungen entwickelte und auch patentierte. Über seine Geräte wurde regelmäßig in populärwissenschaftlichen Zeitschriften, wie La Nature berichtet. Um seine Miniatur-Elektro-Automaten zu betreiben, die bald sehr populär wurden, erfand er eine Zink-Kohle-Batterie im Taschenformat. Eine ähnliche Batterie war bereits von Georges Leclanché entwickelt und breit kommerzialisiert worden.

## Die 1870er

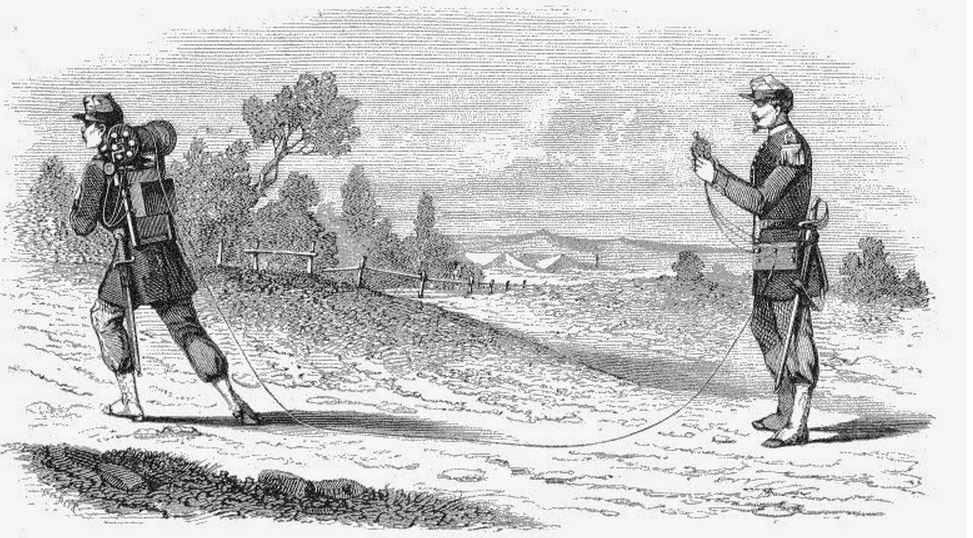
Portabler Militärtelegraph

Gustave Trouvé war in den 1870ern mit mehreren bemerkenswerten Innovationen an der Verbesserung von Kommunikationssystemen beteiligt. Im Jahr 1872 entwickelte er einen portablen Telegraphen für das Militär, der bis zu einer Entfernung von einem Kilometer eine schnelle Kommunikation für die Übermittlung von Befehlen zur Front und von Berichten zurück ermöglichte. Als einen Prototyp der heutigen Metalldetektoren entwickelte Trouvé im Jahr 1874 eine Vorrichtung zum Detektieren und Extrahieren von metallischen Partikeln z. B. aus menschlichen Körpern.
Im Jahre 1878 verbesserte Gustave Trouvé die Schallintensität des Bell-Telefonsystems durch den Einbau einer Doppelmembran. Im selben Jahr erfand er ein hochempfindliches, tragbares Mikrofon. Mit diesen Erfindungen wurde Trouvé sehr bald bekannt und sein Talent für Miniaturisierungen wurde gewürdigt. Ebenfalls im Jahre 1878 erfand er mit dem "Polyscope" den Prototyp des heutigen Endoskops, der mit einer Batterie von Gaston Planté und einer kleinen luftdichten Glühlampe arbeitete.

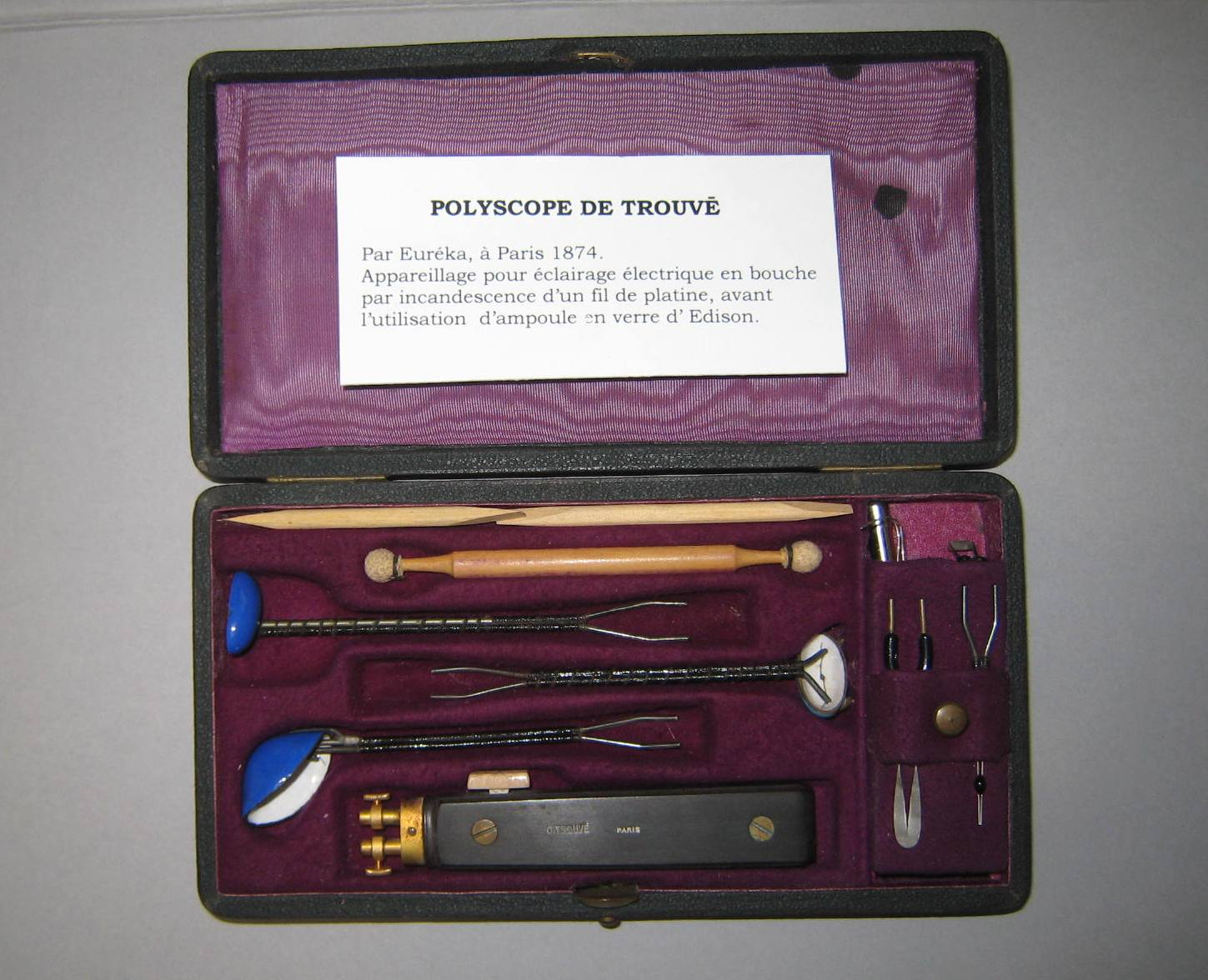
Polyscope

## Die 1880er
Im Jahr 1880 verbesserte Trouvé den Wirkungsgrad eines von Siemens entwickelten kleinen Elektromotors. Diesen integrierte er dann zusammen mit einem neu entwickelten Akku in ein vom Engländer James Starley entwickeltes Dreirad und baute das Trouvé Tricycle, das weltweit erste Elektrofahrzeug. Obwohl dieses elektrische Dreirad am 19. April 1881 entlang der Rue Valois im Zentrum von Paris erfolgreich getestet wurde, konnte er seine Erfindung nicht patentieren. Trouvé hat seinen elektrischen Antrieb bald darauf für Boote angepasst. Für den einfachen Transport des Aggregats von seiner Werkstatt zur nahe gelegenen Seine machte er das Aggregat tragbar und leicht ausbaubar und erfand so den Außenbordmotor. Trouvés Boot-Prototyp, die 5 m lange Le Téléphone, erreichte am 26. Mai 1881 stromaufwärts eine Geschwindigkeit von 1 m/s (3,6 km/h) und stromabwärts von 2,5 m/s (9 km/h).

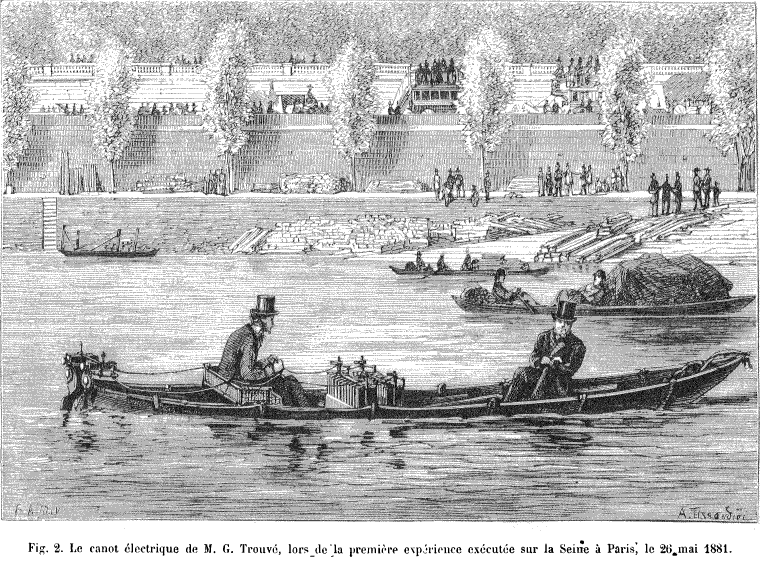
Erstes Boot mit elektrischem Außenbordmotor von Gustave Trouvé

1881 stellte Trouvé auf der Internationalen Elektrizitätsausstellung 1881 in Paris sein Boot (aber nicht sein Dreirad) und eine Reihe seiner elektromedizinischen Instrumente aus. Bald darauf wurde er mit dem renommierten Verdienstorden der Ehrenlegion ausgezeichnet. Mithilfe weiterer Miniaturisierung konnte Trouvés Elektromotor ein Modell-Luftschiff, einen Zahnbohrer, eine Nähmaschine und einen Rasierer elektrisch betreiben.
Als Nächstes entwickelte Gustave Trouvé eine "Photophore", eine batteriebetriebene Stirnlampe für Paul Helot, einen Hals-Nasen-Ohrenarzt aus Rouen. Dieses tragbare Beleuchtungssystem konnte durch Kopfbewegungen ausgerichtet werden, sodass beide Hände zum Arbeiten frei blieben. Auf Basis des Briefwechsels zwischen Trouvé und Hélot lässt sich diese Erfindung auf das Jahr 1883 datieren. Trouvé modifizierte die Kopflampe bald für Bergleute, Rettungskräfte und später auch für Höhlenforscher. Mit verschiedenen Farbtönungen für das Licht fand die Erfindung auch Eingang in Pariser und europäische Theater unter dem Namen „leuchtende elektrische Juwelen“ und war so Vorläufer heutiger tragbarer Technologien.
Im Jahr 1884 montierte Trouvé auf ein Elektroboot sowohl eine elektrische Hupe als auch einen Frontscheinwerfer. Das war das erste Mal, dass derartiges Elektro-Zubehör auf einem Verkehrsträger eingesetzt wurden. Dann entwickelte er eine tragbare elektrische Sicherheitslampe und im Jahr 1887 sein "Auxanoscope", einen elektrischen Diaprojektor für Wanderlehrer mit dem Markennamen Eureka (griechisch εὕρηκα = "Ich habe festgestellt", französisch J'ai trouvé). Trouvé, ein an Kommerzialisierung uninteressierter Junggeselle, war überzeugt, dass in der Luft mit „heavier-the-air“-Maschinen die Zukunft lag. So entwickelte er etwa zur gleichen Zeit einen angeleinten Modell Elektro-Hubschrauber.
Als Nächstes baute er einen mechanischen Vogel, dessen Flügel mit Hilfe einer raschen Zündfolge von Revolverpatronen bewegt wurden.

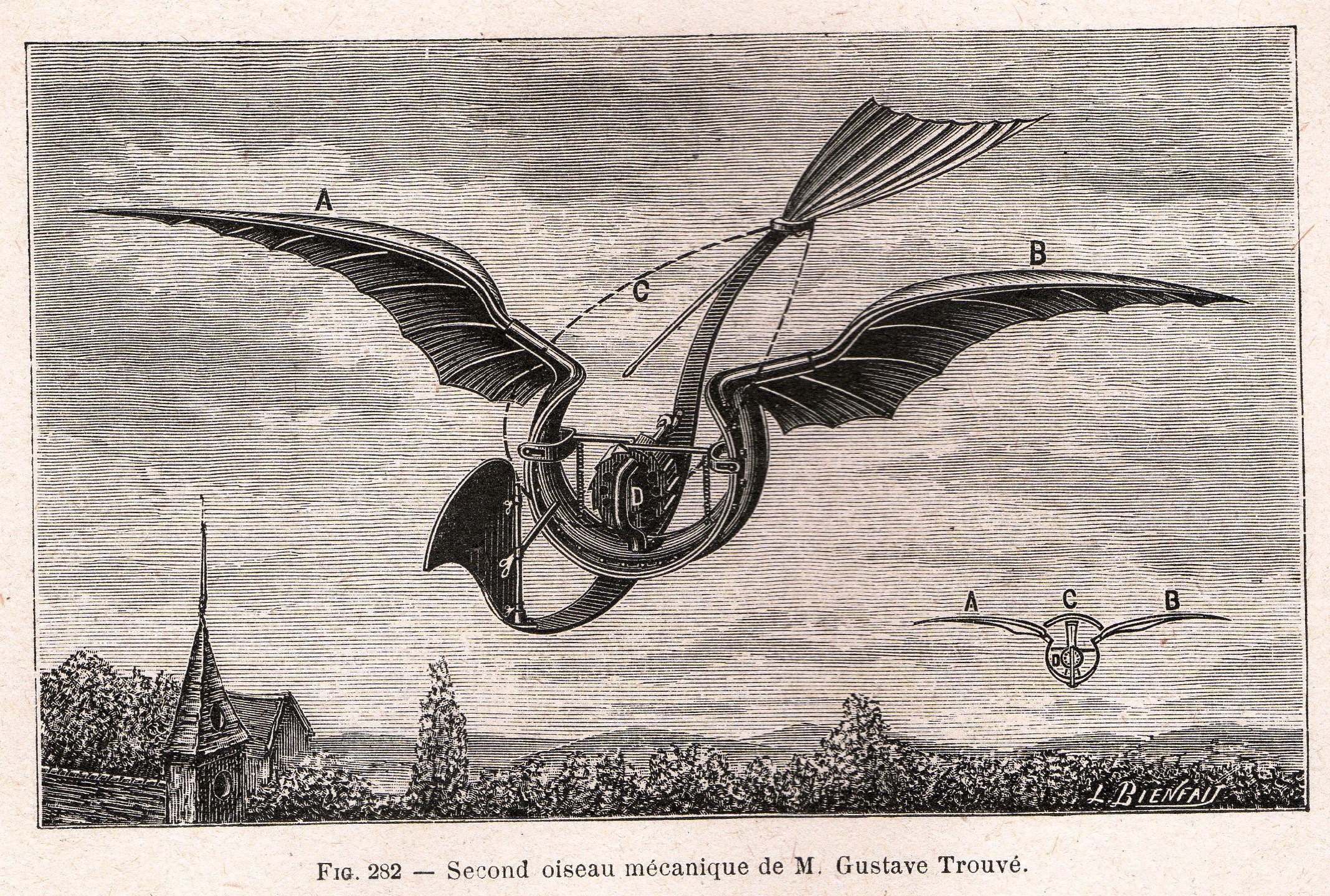
Mechanischer Vogel

Damit wurde ein geräuschvoller Flug von damals bemerkenswerten 80 Metern möglich. Auf ein von ihm im Jahr 1866 entwickeltes batterieelektrisches Gewehr brachte Trouvé 1889 einen Scheinwerfer an, der eine nächtliche Jagd ermöglichte. Weiterhin hat er auch ein batterieelektrisches Alarmsystem zum Nachtfischen entwickelt.

## Die 1890er
Im Jahr 1891 entwickelte Trouvé mehrfarbige elektrische Brunnen für Innen- und Außenbereiche. Er sah frühzeitig die Grenzen einer Stromversorgung ohne eine zuverlässige nationale Netzgesellschaft und machte 1895 das gerade entdeckte Gas Acetylen schnell für die häusliche Beleuchtung nutzbar.
Unter Gustave Trouvés 75 Erfindungen sind auch u. a. eine elektrische Massagemaschine, ein elektrisches Tasteninstrument auf Basis des Rads von Félix Savart, eine batteriebetriebene tragbare Rettungsweste, ein wasserstrahlgetriebenes Boot und ein stromlinienförmiges Fahrrad sowie mehrere Kinderspielzeuge zu finden.
Im Jahr 1902 arbeitete Trouvé an seiner neuesten Innovation, einem kleinen tragbaren UV-Gerät zur Behandlung von Hauterkrankungen, dem Prototyp der PUVA-Therapie, als er versehentlich einen Teil seines einen Daumens und des Zeigefingers verlor. Er vernachlässigte die Wunden, wodurch es zu einer Blutvergiftung kam. Trotz einer Amputation am Saint-Louis Hospital in Paris starb Trouvé 63-jährig am 27. Juli 1902.

## Vergessen und Rehabilitation
Als die obligatorische Konzession für Gustave Trouvés Grab auf dem Friedhof seiner Geburtsstadt La Haye-Descartes nicht verlängert wurde, erfolgte eine Umbettung seiner Gebeine in ein Gemeinschaftsgrab. Seine Archive wurden im Februar 1980 während eines Feuers im Rathaus von La Haye-Descartes zerstört. Im Jahr 2012 wurde jedoch, nach dem Erscheinen einer französischen Trouvé-Biographie des englischen Verkehrshistorikers Kevin Desmond, eine Gedenktafel in seiner Geburtsstadt enthüllt. Drei Jahre später wurde 2015 im Anschluss an eine erweiterte englischsprachige Trouvè-Biographie auch eine Gedenktafel an seiner ehemaligen Werkstatt in der Rue Vivienne 14 im 2. Pariser Arrondissement enthüllt.

## Erfindungen und Innovationen in chronologischer Reihenfolge
- 1864: Elektrosphärischer Geisslerscher Röhren-Motor
- 1865: Verschlossene Mini-Batterie
- 1865: Elektromedizinische Geräte
- 1865: Mobiler Elektroschmuck
- 1865: Elektrogyroskop
- 1866: Elektrogewehr
- 1867: Elektromedizinischer Bausatz
- 1869: Flüssigkeitsgefüllte Panoramakamera
- 1870: Gerät zur Vogelflugimitation
- 1872: Tragbarer militärischer Telegraph
- 1873: Verbesserte Zn-Kohle Batterie mit Dichromat als Kathode
- 1874: Detektor und Extraktor von Gewehrkugeln
- 1857: Elektrisches Jahrbuch und Kalender
- 1875: Tragbare elektromechanische Maschine
- 1875: Sauerstoffraumanzug für Ballonfahrer
- 1877: Simulator für Muskelkontraktion
- 1877: Elektrischer Briefbeschwerer
- 1878: Polyscope zur Sondierung von Hohlräumen in menschlichen Körpern
- 1878: Telefone und verbesserte Mikrophone
- 1880: Verbesserter Siemens-Elektromotor
- 1881: Herstellung von Magneten
- 1881: Leuchtender elektrischer Schmuck
- 1881: Elektroboot
- 1881: Miniaturisierte Dentalbohrer
- 1881: Außenbordmotor
- 1881: Elektro-Dreirad
- 1883: Unterwasserbeleuchtung
- 1883: Trouvé-Héliot Kopflampe
- 1883: Elektrofahrzeug Scheinwerfer
- 1884: elektrische Sicherheitslampe
- 1885: Elektrische Betriebsmittel zur Beleuchtung von Physiologie- und Chemie-Laboratorien
- 1885: Unterwasserbeleuchtung für Suez-Kanal
- 1886: Neues System für die Konstruktion von Propellern
- 1886: Elektrische Sirene als Alarmsignal
- 1887: Arbeitsmodell eines elektrischen Hubschraubers (angeleint)
- 1887: Elektrisches Auxanoscope (Bildprojektor)
- 1889: Elektrisches Zählwerk
- 1889: Dynamo elektrischer Demonstrator
- 1889: Verbesserung des elektrischen Gewehrs
- 1889: System zum Transport von Glasplatten
- 1890: Universal Dynamometer
- 1890: Elektrische Beleuchtung für Pferdekutschen
- 1890: Elektrisches Orygmatoscope für die Inspektion geologischer Schichten
- 1890: Mobile elektropneumatische Straßenlaterne
- 1891: 2. Mechanischer Vogel
- 1891: Verbesserungen von leuchtenden elektrischen Brunnen
- 1892: Elektrische Auslöser für die Zeitraffer-Fotografie
- 1892: Portables medizinisches Dynamometer
- 1892: Batterie-elektrisches Massagegerät gegen Hernie
- 1893: Elektrisches Industrie-Belüftungssystem
- 1894: System für automatisches Nachtfischen
- 1894: Elektrische Lanze für die Jagd
- 1894: Leuchtendes Elektroschmuckband
- 1894: Elektrische Tasteninstrument auf Basis von Savarts Rad
- 1894: Leuchtendes Elektrospringseil
- 1895: Acetylen Beleuchtung in privaten Haushalten
- 1895: Universeller AC/DC Motor
- 1895: Verbessertes Fahrrad
- 1895: Manuell/elektrisches Hybrid Massage Gerät
- 1897: Vorrichtung zur automatischen Abfüllung von Acetylen
- 1897: Vorrichtung zum hermetischen Versiegeln von Acetylenbehältern
- 1897: Windmühl-Spielzeug für Hüte und Stöcke
- 1898:
- 1899: Vergaser für Verbrennungsmotoren
- 1900: Tragbare batterieelektrische aufblasbare Rettungsweste
- 1901: Gerät zur Phototherapie
- 1902: Feder-Harpunen Spielzeug
- 1902: Antrieb von Modell- oder U-Booten mit Acetylen